# Sanal Edamaruku
Sanal Edamaruku (Thodupuzha, 1955) è un giornalista e editore indiano.
È fondatore e attuale presidente di Rationalist International e il presidente della Indian Rationalist Association. È inoltre editore della rivista Rationalist International.
Nato nel 1955 in Thodupuzha, nel Kerala, in India, ha conseguito la laurea in scienze politiche nel 1977 presso la University of Kerala. Ha lavorato per la Afro-Asian Rural Reconstruction Organization. Nel 1982 abbandonò tale impegno per concentrarsi sulla Indian Rationalist Association e la pubblicazione dei suoi stessi scritti. Ha un diploma in giornalismo.
Noto al grande pubblico indiano ed internazionale per lo spettacolo televisivo The Great Tantra Challenge del 3 marzo 2008, in cui sfidò in diretta uno stregone tantrico a dimostrare i suoi poteri uccidendolo con la sua magia. La "cerimonia" durò circa due ore, dopodiché, di fronte al divertito Edamaruku, lo stregone dovette dichiararsi sconfitto.
Nel 2012 fu accusato di blasfemia per aver affermato la non miracolosità di un Gesù "piangente" a Mumbai (la causa era invece un tubo di drenaggio). Per tale ragione il 31 luglio 2012 Sanal Edamaruku decise di trasferirsi all'estero.